# Paula Orive Ozores
Paula Orive Ozores (Vitòria, 29 de novembre de 1982) és una exgimnasta rítmica espanyola que va ser campiona del món de 3 cintes i 2 cèrcols al Mundial de Sevilla (1998), a més d'assolir altres nombroses medalles amb la selecció nacional de gimnàstica rítmica d'Espanya, com la plata en la general d'aquest Mundial, i el bronze en 3 cintes i 2 cèrcols a l'Europeu de 1999. També va ser campiona d'Espanya individual infantil (1994) i júnior (1996), i campiona d'Espanya en conjunts júnior amb el Club Oskitxo (1995 i 1996).

## Biografia esportiva

### Inicis
Després practicar natació a la Fundació Estadio Fundazioa, Paula va començar en la gimnàstica rítmica als 7 anys. Va ingressar en primer lloc al Club Arabatxo amb l'entrenadora Agurtzane Ibargutxi, per posteriorment passar al Club Oskitxo de Vitòria cap al 1992, club del qual han sorgit altres gimnastes espanyoles destacades com Lorena Guréndez i Beatriz Nogales, sota les ordres de Natalia Notchevnaya. El 1994 va ser campiona d'Espanya individual infantil, i tant el 1995 com el 1996, campiona d'Espanya de conjunts júnior amb el Club Oskitxo. El 1996 va ser campiona d'Espanya júnior individual. Aquest mateix any va començar a participar en tornejos internacionals com individual júnior, entre ells els de Fukuoka, Calais i Portimão, assolint en els dos últims la 4a plaça i diversos bronzes. Va competir en la categoria d'honor en el Campionat d'Espanya Individual celebrat a Valladolid, sent 4a en la general i bronze tant en corda com en maces. El juliol de 1997 va entrar en el conjunt sènior de la selecció nacional de gimnàstica rítmica convocada per María Fernández Ostolaza.

### Etapa en la selecció nacional

#### 1997 - 1998: Títol mundial en Sevilla
Malgrat que Paula va entrar a formar part de la selecció nacional de gimnàstica rítmica d'Espanya el juliol de 1997, no va competir com a titular fins a setembre a la Epson Cup de Tòquio (Japó), on va assolir l'or. El 1997, les components de l'equip ja havien traslladat la seva residència del xalet de Canillejas a un edifici annex a l'INEF i havien començat a entrenar al Centre d'Alt Rendiment de Madrid. Maria Fernández Ostolaza era des de desembre de 1996 la nova seleccionadora nacional després de la marxa d'Emilia Boneva, que havia estat operada al novembre del cor.
El 1998, els exercicis van ser el de 3 cintes i 2 cèrcols, i el de 5 pilotes, que van emprar com a música la sevillana «Juego de luna y arena» (inspirada en un poema de Lorca) i el tango «El vaivén» respectivament, dos temes de José Luis Barroso. Paula seria aquest any titular en els dos exercicis. Després de disputar l'equip alguns tornejos preparatoris a Calamata i Budapest, el maig de 1998 l'equip es va proclamar campió mundial en el Campionat del Món de Sevilla. Va ser en la competició de 3 cintes i 2 cèrcols, on el conjunt va superar a Belarús amb una puntuació de 19,850. A més, el primer dia l'equip havia obtingut la medalla de plata en el concurs general amb una nota acumulada de 39,133. Van ocupar el 7è lloc en la competició de 5 pilotes. El combinat nacional va rebre en aquest campionat el Premi Longines a l'Elegància, un trofeu que sol lliurar la marca de rellotges homònima i la FIG durant les competicions internacionals de gimnàstica destacades. El conjunt d'aquest any el van compondre a més de Paula, Sara Bayón, Marta Calamonte, Lorena Guréndez, Carolina Malchair, Beatriz Nogales, i Nuria Cabanillas com a suplent.

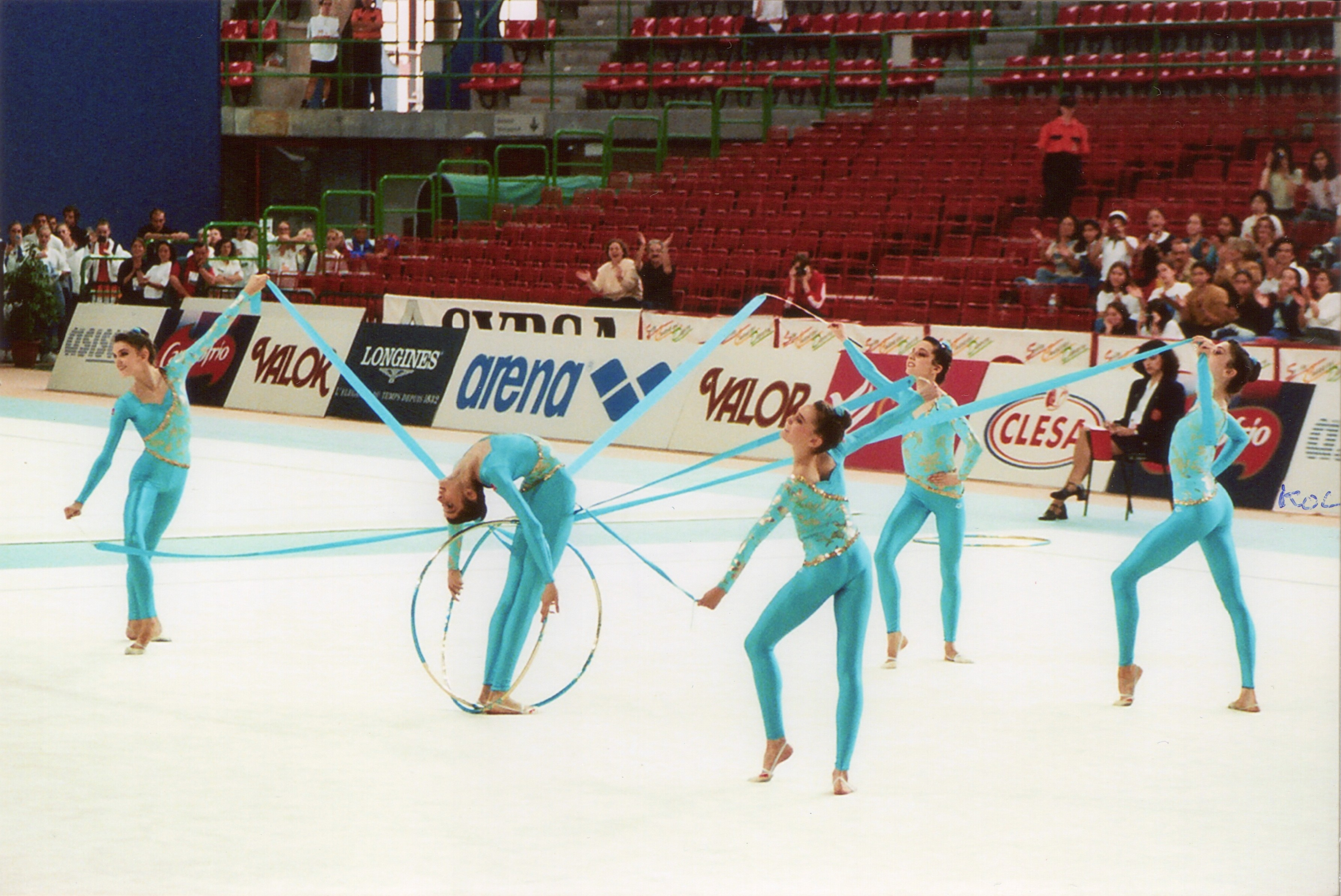
Final de l'exercici de 3 cintes i 2 cèrcols a la general del Mundial de Sevilla (1998), on fan servir la sevillana «Juego de luna y arena», inspirada en un poema de Lorca
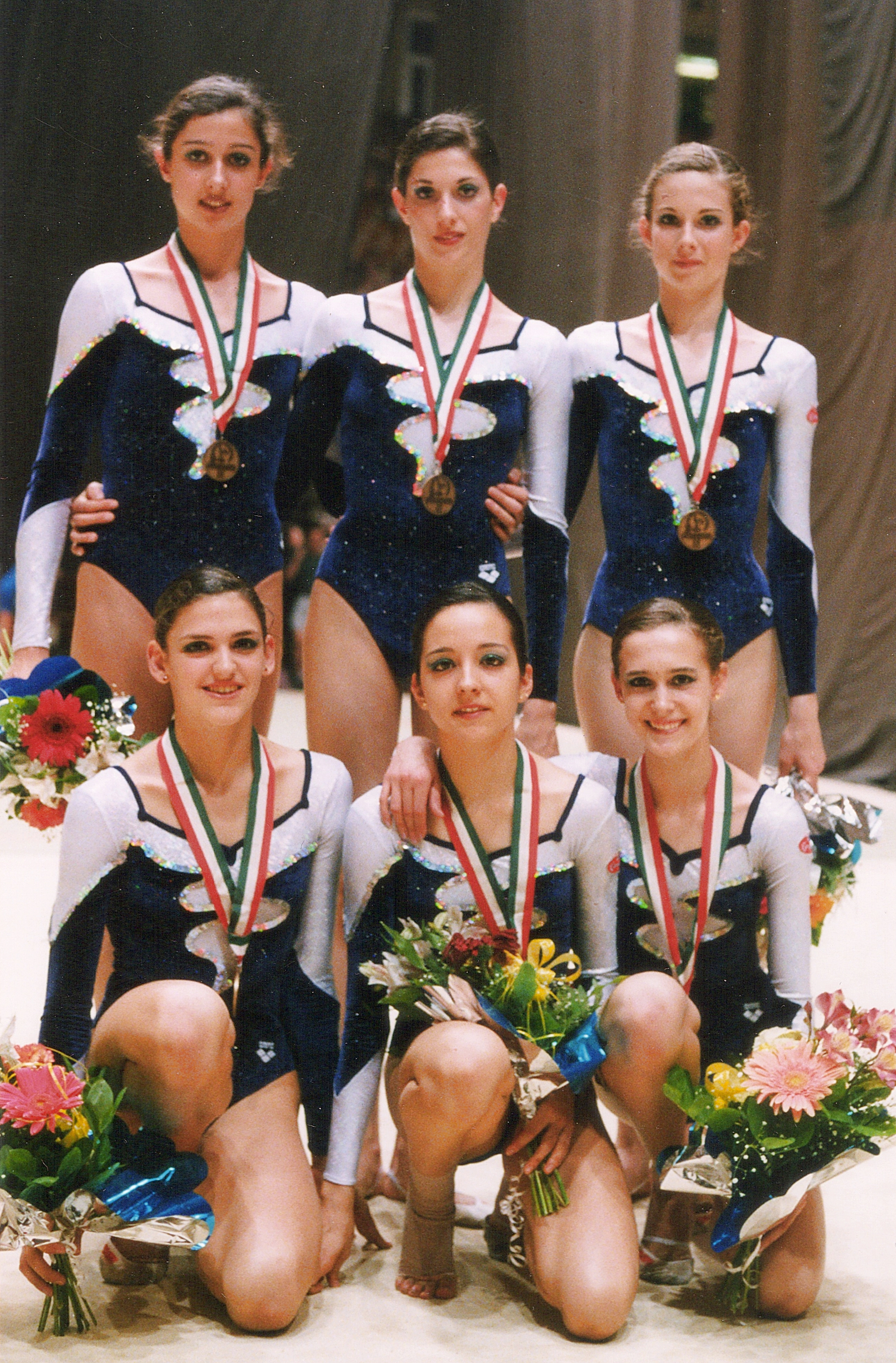
Paula Orive (a sota, a l'esquerra) amb l'equip nacional a l'Europeu de Budapest (1999)

#### 1999: Mundial d'Osaka
El 1999, Nancy Usero era la nova seleccionadora i entrenadora del conjunt. Nancy va comptar aquesta temporada amb Dalia Kutkaite com a assistent i entrenadora del conjunt júnior, i amb Cristina Álvarez com a coreògrafa el primer any. Durant aquest any, els dos exercicis van ser el de 3 cintes i 2 cèrcols, i el de 10 maces, el primer amb «Zorongo gitano» i el segon amb «Babelia» de Chano Domínguez, Hozan Yamamoto i Javier Paxariño, com a música. Paula seria titular en els dos exercicis. El conjunt titular el van compondre aquest any Paula, Sara Bayón, Marta Calamonte, Lorena Guréndez, Carolina Malchair i Beatriz Nogales. A finals de maig es va disputar el Campionat Europeu a Budapest. En el concurs general, el conjunt va quedar en 7a posició, a causa d'una mala qualificació en l'exercici de 10 maces. En la competició de 3 cintes i 2 cèrcols va obtenir la medalla de bronze. L'agost el conjunt va assolir la medalla de plata en 3 cintes i 2 cèrcols al DTB-Pokal de Bochum. A finals de setembre es va disputar el Campionat del Món d'Osaka. El conjunt va quedar en 7a posició en el concurs general, el que els va donar la classificació per als Jocs Olímpics de Sydney de l'any següent. Posteriorment, va ocupar el 6è lloc tant en l'exercici de 3 cintes i 2 cèrcols com en el de 10 maces.
No obstant això, Paula no va poder disputar els Jocs Olímpics, ja que la seleccionadora Nancy Usero va decidir prescindir d'ella i de les seves companyes Marta Alves, Sara Bayón i Ana del Toro, per la qual cosa es va retirar el novembre de 1999.

### Retirada de la gimnàstica
Després de retirar-se de la competició el novembre de 1999, el març de 2000 va rebre un homenatge per part de la Federació Basca de Gimnàstica. Posteriorment es va treure el títol de Tècnic Nacional de III Nivell i es va llicenciar en Educació Física i Esport. Poc després va començar a dirigir junt amb Diana Rodríguez a les animadores de l'equip vitorià de bàsquet TAU Ceràmica, conegudes com a Dancing Team Baskonia, arribant també a exercir com a animadora en algunes ocasions.
En l'actualitat és directora tècnica i entrenadora del Club Oskitxo de Vitòria, després d'haver estat ajudant de l'entrenadora Natalia Notchevnaya des de 2000. El novembre de 2016 va impulsar junt amb Maria Ereñaga un projecte de tecnificació conjunt anomenat Gimnàstica Vitòria, que està integrat pels clubs que dirigeixen, el Rítmica Vitòria i el Club Oskitxo, en què també estan involucrades Lorena Guréndez, Tania Lamarca i Estíbaliz Martínez en diferents àrees.

## Equipaments
| Període     | Proveïdor |
| ----------- | --------- |
| 1997 - 1999 | Arena     |

## Música dels exercicis
| Any  | Aparells                            | Música                                                                                         |
| ---- | ----------------------------------- | ---------------------------------------------------------------------------------------------- |
| 1998 | 5 pilotes                           | Tango «El vaivén», de José Luis Barroso.                                                       |
| 1998 | 3 cinta i 2 cèrcols                 | Sevillana «Juego de luna y arena» (inspirada en un poema de Lorca), de José Luis Barroso.      |
| 1999 | 10 maces                            | «Babelia», de Chano Domínguez, Hozan Yamamoto i Javier Paxariño.                               |
| 1999 | 3 cintes i 2 cèrcols                | «Zorongo gitano», cançó popular espanyola adaptada per Federico García Lorca i La Argentinita. |
| 1999 | Exercici d'exhibició (mans lliures) | «Balanca», tema flamenc.                                                                       |

## Palmarès esportiu

### Selecció espanyola
| 1997 - Epson Cup Or en concurs general 1998 - Thiais Or en concurs general Or en 5 pilotes Or en 3 cintes i 2 cèrcols - Kalamata Cup Plata en concurs general Or en 5 pilotes Or en 3 cintes i 2 cèrcols - Budapest Tournament Or en concurs general Or en 5 pilotes Or en 3 cintes i 2 cèrcols - Estella International Or en concurs general - Campionat del Món de Sevilla Plata en concurs general 7è lloc en 5 pilotes Or en 3 cintes i 2 cèrcols | 1999 - Kalamata Cup 7è lloc en concurs general Bronze en 10 maces - Thiais 4t lloc en concurs general 4t lloc en 10 maces Bronze en 3 cintes i 2 cèrcols - Budapest Tournament Or en concurs general 4t lloc en 10 maces Or en 3 cintes i 2 cèrcols - Campionat d'Europa de Budapest 7è lloc en concurs general Bronze en 3 cintes i 2 cèrcols - DTB-Pokal de Bochum 6è lloc en concurs general 5è lloc en 10 maces Plata en 3 cintes i 2 cèrcols - Campionat del Món d'Osaka 7è lloc en concurs general 6è lloc en maces 6è lloc en 3 cintes i 2 cèrcols |

## Premis, reconeixements i distincions
- Premi Longines a l'Elegancia en el Campionat del Món de Sevilla (1998)[7]

## Programes de televisió
| Programes de televisió | Programes de televisió | Programes de televisió | Programes de televisió                                           |
| Any                    | Títol                  | Cadena                 | Notes                                                            |
| ---------------------- | ---------------------- | ---------------------- | ---------------------------------------------------------------- |
| 2015                   | Somos deporte          | VTV Gasteiz            | Entrevistada                                                     |
| 2015                   | Somos deporte          | VTV Gasteiz            | Entrevistada junt amb María Ereñaga, Marga Armas i Joana Arribas |
| 2017                   | Somos deporte          | VTV Gasteiz            | Entrevistada junt amb María Ereñaga                              |
| 2018                   | Somos deporte          | VTV Gasteiz            | Entrevistada junt amb María Ereñaga                              |